# Kelurahan Grogol Selatan
Kelurahan Grogol Selatan är en administrativ by i Indonesien.   Den ligger i provinsen Jakarta, i den västra delen av landet. Huvudstaden Jakarta ligger i Kelurahan Grogol Selatan.